# Músculo abdutor longo do polegar
O músculo abdutor longo do polegar (Abductor pollicis longus) é um músculo profundo que se liga ao cúbito do antebraço, à membrana interóssea do mesmo e do rádio e ao primeiro metacárpico, situando-se abaixo do músculo supinador.

## Embriogênese
Origina-se do mesênquima da camada somática do mesoderma lateral do embrião.

## Origem e inserção
A origem do músculo abdutor longo do polegar pode ser detectada na porção posterior (superior a palmar) no espaço interósseo membranoso (entre os ossos rádio e ulna) aproximadamente na porção média analisada horizontalmente na visão posterior.A inserção é na região anterior na base do primeiro dedo (polegar).

## Ação
Este músculo é responsável pela abdução e extensão do polegar sobre a articulação carpo-metacarpiana.

## Imagens adicionais

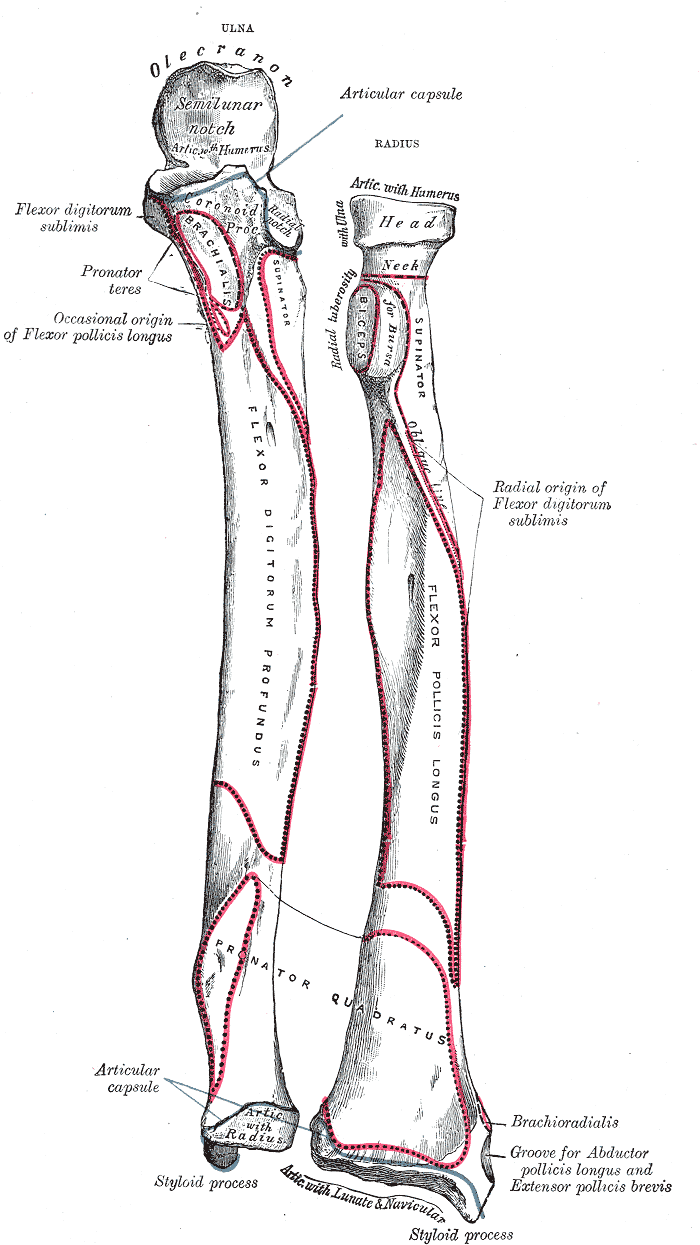
Ossos do antebraço esquerdo. Aspecto anterior.
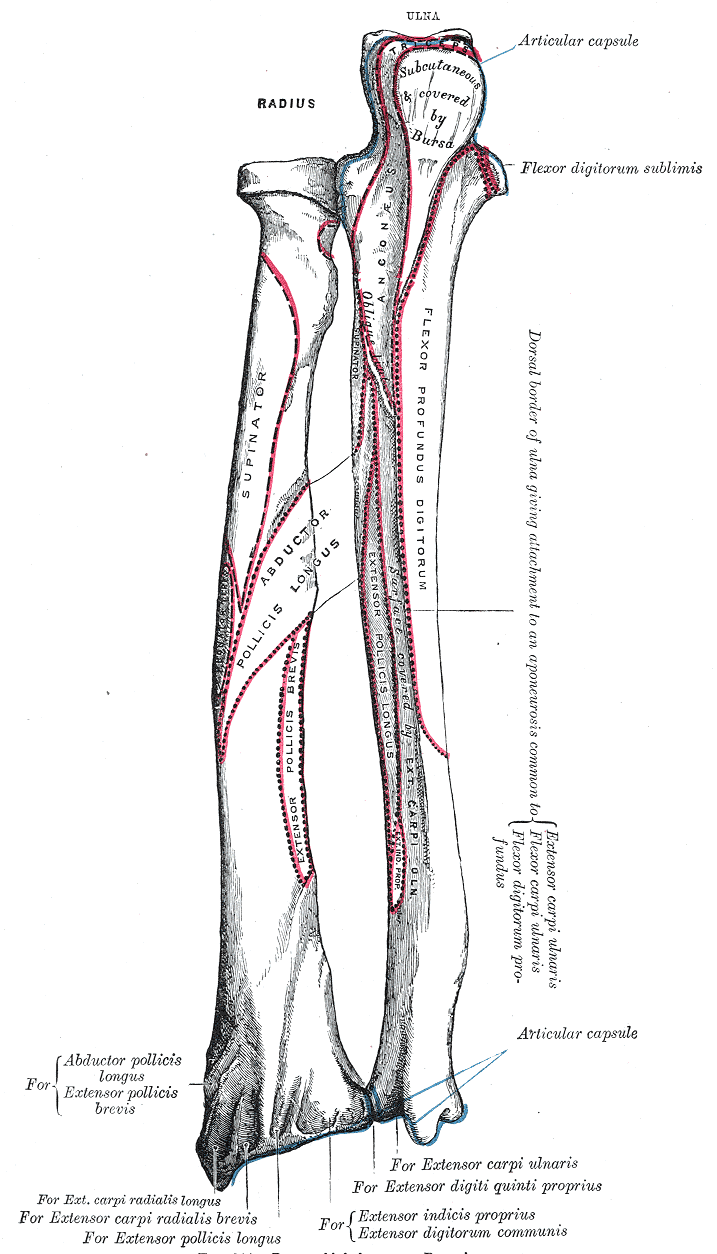
Ossos do antebraço esquerdo. Aspecto posterior.
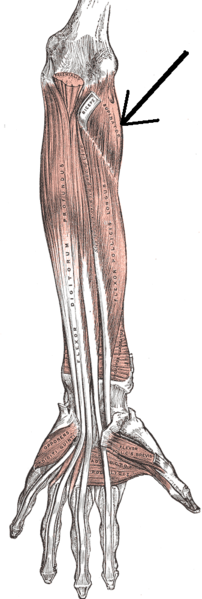
Visão frontal dos ossos do antebraço esquerdo. Músculos dorsais profundos.
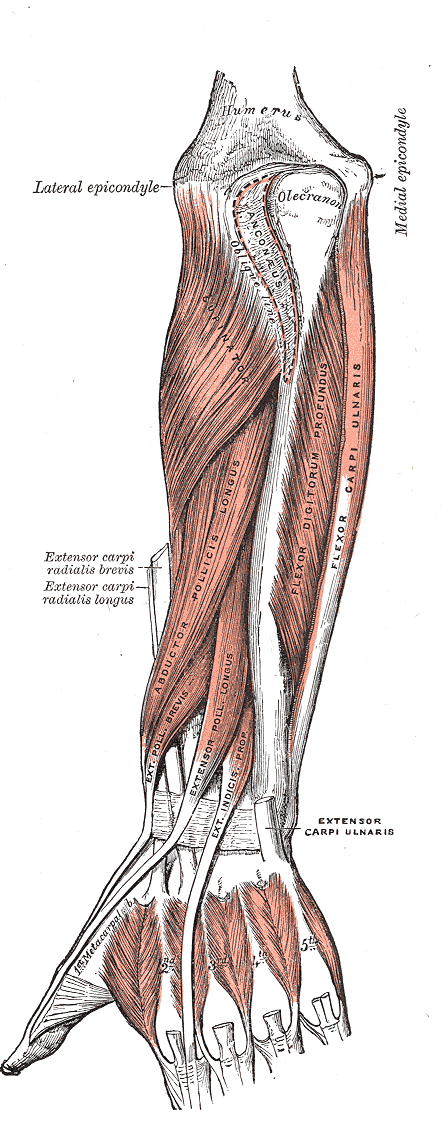
Visão posterior do antebraço. Músculos dorsais profundos.
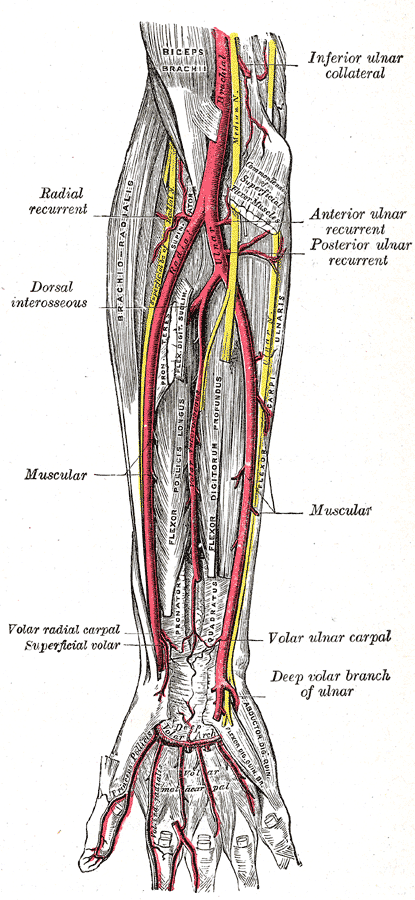
Artérias ulnar e radial. Visão profunda.
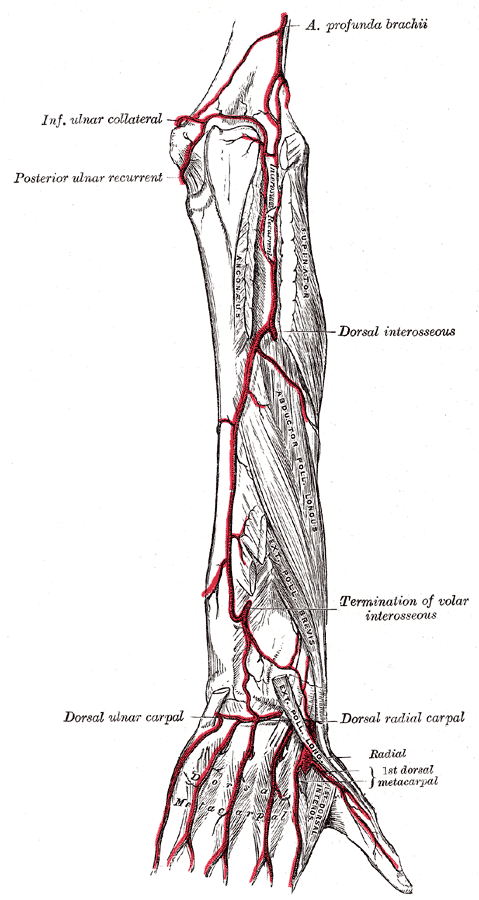
Artérias da parte posterior do antebraço e mão.